# Избори в Украйна

## Президентски избори
Президентски избори са провеждани през 1991, 1994, 1999, 2004, 2010, 2014, и 2019 г.

## Парламентарни избори
Парламентарни избори се провеждат през 1990, 1994, 1998, 2002, 2006, 2007, 2012 , 2014 и 2019 г.

## Референдуми
Референдуми са провеждани през 1991 (март и декември) и 2000 г.